# Шашло Тимофій Максимович
Тимофій Максимович Шашло (21 лютого 1915, Куцеволівка — 22 жовтня 1989) — радянський офіцер, Герой Радянського Союзу (1941). Доктор педагогічних наук, заслужений учитель УРСР.

## Біографія
Народився 21 лютого 1915 року в селі Куцеволівці (нині Онуфріївського району Кіровоградської області) в селянській родині. Українець. Закінчив Кременчуцький педагогічний інститут. Працював учителем, директором школи в селі Млинку Онуфріївського району.
У Червоній армії з 1939 року. Член ВКП(б) з 1940 року. Учасник німецько-радянської війни з 1941 року.
1 жовтня 1941 року командир танка 1-го танкового полку (1-а танкова бригада, 21-а армія, Південно-Західний фронт) старший сержант Шашло біля села Штепівки Лебединського району Сумської області на танку Т-34 неодноразово контратакуючи противника, зі своїм екіпажем знищив три танки, вісім гармат і до 40 транспортних машин. Коли танк був підбитий, продовжив бій в рядах піхоти, піднімав бійців в атаку.
Указом Президії Верховної Ради СРСР від 20 листопада 1941 року за зразкове виконання бойових завдань командування на фронті боротьби з німецько-фашистськими загарбниками і проявлені при цьому мужність і героїзм, старшому сержанту Шашлу Тимофію Максимовичу присвоєно звання Героя Радянського Союзу з врученням ордена Леніна і медалі «Золота Зірка» (№ 562).
У 1942 році закінчив курси політскладу при Військовій академії механізації і моторизації РСЧА. Пройшов шлях від старшого сержанта до підполковника, начальника політвідділу танкової бригади. На цій посаді брав участь у радянсько-японській війні 1945 року.
З 1946 року підполковник Т. М. Шашло в запасі. У 1948 році закінчив партшколу при ЦК КП України. Обирався секретарем Печерського райкому партії Києва, в 1951 році очолив Київський обласний відділ народної освіти. Потім працював проректором по заочному навчанню Київського педагогічного інституту.

Могила Тимофія Шашла

Жив в Києві. Написав книгу «Керівна роль Комуністичної партії в розвитку радянської школи на Україні», документальні повісті «Батько і син», «Дорожче життя», «Алмази шліфують». Помер 22 жовтня 1989 року. Похований у Києві, на Байковому кладовищі (ділянка № 52).

## Нагороди
Нагороджений двома орденами Леніна, двома орденами Червоного Прапора, двома орденами Вітчизняної війни 1-го ступеня, орденами Вітчизняної війни 2-го ступеня, Трудового Червоного Прапора, медалями.

## Пам'ять
В селі Штепівці ім'ям Героя названа вулиця.
В селі Куцеволівка ім'ям Героя названа вулиця.